# 5991 Ivavladis
5991 Ivavladis (1979 HE3) là một tiểu hành tinh vành đai chính được phát hiện ngày 25 tháng 4 năm 1979 bởi N. S. Chernykh ở Nauchnyj.